# Amorphophallus saururus
Amorphophallus saururus är en kallaväxtart som beskrevs av Wilbert Leonard Anna Hetterscheid. Amorphophallus saururus ingår i släktet Amorphophallus och familjen kallaväxter. Inga underarter finns listade.